# Grant Green
Grant Green (Saint Louis (Missouri), 6 de juny de 1935 – Nova York, 31 de gener de 1979) va ser un guitarrista de jazz estatunidenc i compositor.
Va enregistrar prolíficament i principalment per a Blue Records  (com a líder i com a acompanyant) en els àmbits del hard bop, soul jazz, bebop i jazz llatí al llarg de tota la seva carrera. Els crítics Michael Erlewine i Ron Wynn van escriure sobre ell, "Un músic severament infravalorat durant tota la seva vida, Grant Green és un del grans herois poc lloats de la guitarra de jazz ... la manera de tocar de Green es pot reconèixer immediatament – potser més que la de qualsevol altre guitarrista." El crític Dave Hunter va descriure el seu so com "àgil, desimbolt, lleugerament bluesy i amb bon groove". Va actuar sovint en format de trio amb òrgan i bateria.
A part del guitarrista Charlie Christian, les principals influències de Green foren els saxofonistes, particularment Charlie Parker, i per això la seva aproximació melòdica era gairebé lineal més que no pas amb acords. La simplicitat i immediatesa amb què Green tocava, que tendia a evitar cromatismes, derivava dels seus primers treballs, on tocava "rythm and blues" i, tot i que en el seu apogeu va aconseguir una síntesi d'aquest estil amb el pop, Green era essencialment un guitarrista de blues i va retornar gairebé exclusivament a aquest estil en la darrera part de la seva carrera.

## Biografia
Green va néixer a St. Louis, Missouri. La seva primera actuació en una banda professional va ser a l'edat de 12 anys. Les seves influències van ser Charlie Cristian, Charlie Parker, Lester Jove i Jimmy Raney. Va començar com a músic de boogie-woogie, però després es va passar al jazz. Els seus primers enregistraments a St. Louis van ser amb el saxofonista tenor Jimmy Forrest per al segell United. El bateria de la banda era Elvin Jones, que més tard seria un dels pilars rítmics de John Coltrane. Grant va enregistrar amb Elvin un altre cop al principi del 1960. Lou Donaldson va descobrir Grant Green tocant en un bar a St. Louis. Després de compartir gira juntament amb Donaldson, Grant va arribar a Nova York al voltant dels anys 1959–60.
Lou Donaldson va presentar Grant a Alfred Lion de Blue Note Records. Lion va quedar tan impressionat amb Grant Green que en comptes de fer-li una prova com a músic d'acompanyament, tal com era la pràctica usual a Blue Note, li va fer uns arranjaments per tocar com a líder en un grup. Tanmateix, degut a la falta de confiança per part de Green, la sessió de gravació inicial no fa ser publicada fins a l'any 2001, amb el nom de First Sessions.
Encara que aquesta primera sessió no es va publicar llavors, la relació de Green amb Blue Note pel que fa als enregistraments havia de durar, amb algunes excepcions, durant tots els anys 60. De 1961 a 1965, Grant va fer més aparicions en Lp de Blue Note, com a líder o acompanyant, que ningú més. El seu primer àlbum publicat com a líder va ser Grant’s First Stand, que va ser seguit el mateix any per Green Street i Grantstand. Grant va ser nomenat millor estrella nova en l'enquesta dels crítics de Down Beat, el 1962. Sovint donava suport als altres músics importants a Blue Note, incloent els saxofonistes Hank Mobley, Ike Quebec, Stanley Turrentine i l'organista Larry Young.
Sunday Mornin', The Latin Bit and Feelin' the Spirit són discs conceptuals, on cadascun pren un tema musical o estil concret: Gospel, Latin i espirituals, respectivament. Grant Green sempre va acompanyar els seus discs més comercials amb l'èxit artístic durant aquest període. Idle Moments (1963), amb Joe Henderson i Bobby Hutcherson, i Solid (1964), es poden comptar com a dos dels millors discs de Green.
Moltes de les gravacions de Grant Green no van ser publicades durant la seva vida. Aquestes inclouen McCoy Tyner i Elvin Jones (també part del grup Sòlid) que van tocar a Matador (també registrat el 1964), i diversos àlbums amb el pianista Sonny Clark. El 1966 va deixar Blue Note i va gravar per a diverses altres discogràfiques, incloent Verve. De 1967 a 1969 Grant va estar, en la seva major part, inactiu a causa de problemes personals i els efectes de l'addicció a l'heroïna. El 1969 Grant va tornar amb una nova banda amb influències de funk. Els seus enregistraments d'aquest període inclouen l'èxit comercial Green is beautiful i la banda sonora de la pel·lícula The Final Comedown.
Grant va deixar Blue Note de nou el 1974 i els posteriors enregistraments que va fer amb altres etiquetes tenen opinions dividides: alguns consideren que Green va ser el 'Pare de l'Àcid Jazz' (i les seves últimes gravacions han estat mostrejades per artistes com US3, A Tribe Called Quest i Public Enemy), mentre que altres les han menystingut (el productor de la reedició de Matador, Michael Cuscuna, va escriure en les notes de l'àlbum: "Durant la dècada de 1970 Green va fer alguns enregistraments força fluixos").
Grant va passar gran part de 1978 a l'hospital i, contra el consell dels metges, va tornar a sortir a tocar per guanyar alguns diners. Mentre que era a Nova York per tocar a la gira de Breezin' de George Benson, Grant va patir un atac de cor, el 31 de gener de 1979. Va ser enterrat al cementiri de Greenwood a la seva ciutat natal de St Louis, Missouri, i va ser sobreviscut per sis fills. Des de la desaparició de Green, la seva reputació ha crescut i de tant en tant apareixen compilacions seves, tant del seu període inicial de jazz, com de la seva darrera etapa més funky.

## Equipament
Green va fer servir una guitarra Gibson ES-330, després una Gibson L7 amb pastilles Gibson McCarty, una Epiphone Emperor (amb el mateix tipus de pastilles) i finalment va tenir el seu propi model D'Aquisto. Segons el seu company guitarrista George Benson, Grant aconseguia el seu to traient els baixos i els aguts del seu amplificador i maximitzant el registre mitjà. D'aquesta manera aconseguia el seu so característic, contundent i amb ganxo.

## Discografia

### Com a líder
| Data d'enregistrament | Títol                    | Data de publicació |
| --------------------- | ------------------------ | ------------------ |
| 1960-61               | First Session            | 2001               |
| 1961                  | Grant's First Stand      | 1961               |
| 1961                  | Green Street             | 1961               |
| 1961                  | Sunday Mornin'           | 1961               |
| 1961                  | Grantstand               | 1961               |
| 1961                  | Remembering              | 1980               |
| 1961                  | Gooden's Corner          | 1980               |
| 1962                  | Nigeria                  | 1980               |
| 1962                  | Oleo                     | 1980               |
| 1962                  | Born to Be Blue          | 1985               |
| 1962                  | The Latin Bit            | 1962               |
| 1962                  | Goin' West               | 1969               |
| 1962                  | Feelin' the Spirit       | 1963               |
| 1963                  | Blues for Lou            | 1999               |
| 1963                  | Am I Blue                | 1963               |
| 1963                  | Idle Moments             | 1964               |
| 1964                  | Matador                  | 1979               |
| 1964                  | Solid                    | 1979               |
| 1964                  | Talkin' About!           | 1964               |
| 1964                  | Street of Dreams         | 1964               |
| 1965                  | I Want to Hold Your Hand | 1965               |
| 1969                  | Carryin' On              | 1969               |
| 1970                  | Green Is Beautiful       | 1970               |
| 1970                  | Alive!                   | 1970               |
| 1971                  | Live at Club Mozambique  | 2006               |
| 1971                  | Visions                  | 1971               |
| 1971                  | Shades of Green          | 1971               |
| 1971                  | The Final Comedown       | 1972               |
| 1972                  | Live at The Lighthouse   | 1972               |

| Data d'enregistrament | Títol                 | Discogràfica       | Data de publicació | Notes |
| --------------------- | --------------------- | ------------------ | ------------------ | --- |
| 1961                  | Reaching Out          | Black Lion Records | 1989               | Publicat originalment el 1961 com Dave Bailey Quintet, Reaching Out (Jazztime JT-003). Rellençat el 1973 com Grant Green, Green Blues (Muse Records-MR 5014) 1973. Rellençat el1989 com Grant Green, Reaching Out (Black Lion Records-BLCD760129). |
| 1965                  | His Majesty King Funk | Verve              | 1965               | |
| 1967                  | Iron City             | Cobblestone        | 1972               | |
| 1976                  | The Main Attraction   | Kudu               | 1976               | |
| 1978                  | Easy                  | Versatile          | 1978               | |

### Com a músic d'acompanyament
1959
- Jimmy Forrest – All the Gin Is Gone (Delmark)
- Jimmy Forrest – Black Forrest (Delmark)

1960
- Sam Lazar – Space Flight (Argo)
- Willie Dixon – Blues Roots Series, Vol. 12 (Chess)

1961
- Lou Donaldson – Here 'Tis (Blue Note)
- Baby Face Willette – Face to Face (Blue Note)
- Baby Face Willette – Stop and Listen (Blue Note)
- Brother Jack McDuff – The Honeydripper (Prestige)
- Stanley Turrentine – Up at "Minton's" (Blue Note)
- Dave Bailey – Reaching Out (Jazztime)
- Hank Mobley – Workout (Blue Note)
- Horace Parlan – Up & Down (Blue Note)
- Brother Jack McDuff – Steppin' Out (Prestige)
- Brother Jack McDuff – Goodnight, It's Time to Go (Prestige)
- Stanley Turrentine – ZT's Blues (Blue Note)
- Lou Donaldson – A Man with a Horn (Blue Note)
- Sonny Red – The Mode (Jazzland)
- Sonny Red – Images (Jazzland)
- Ike Quebec – Blue & Sentimental (Blue Note)

1962
- Joe Carroll – Man with a Happy Sound (Charlie Parker Records)
- Dodo Greene – My Hour of Need (Blue Note)
- Don Wilkerson – Elder Don (Blue Note)
- Lou Donaldson – The Natural Soul (Blue Note)
- Don Wilkerson – Preach Brother! (Blue Note)

1963
- Lou Donaldson – Good Gracious! (Blue Note)
- Jimmy Smith – I'm Movin' On (Blue Note)
- Jimmy Smith – Special Guests (Blue Note Japan)
- Booker Ervin – Back from the Gig (Blue Note)
- Herbie Hancock – My Point of View (Blue Note)
- Horace Parlan – Happy Frame of Mind (Blue Note)
- "Big" John Patton – Along Came John (Blue Note)
- Gloria Coleman – Soul Sisters (Impulse!)
- Harold Vick – Steppin' Out! (Blue Note)
- "Big" John Patton – Blue John (Blue Note)
- Don Wilkerson – Shoutin' (Blue Note)
- George Braith – Two Souls in One (Blue Note)
- Mary Lou Williams – Black Christ of the Andes (Saba/MPS)
- George Braith – Soulstream (Blue Note)
- Bobby Hutcherson – The Kicker (Blue Note)

1964
- Lee Morgan – Search for the New Land (Blue Note)
- George Braith – Extension (Blue Note)
- "Big" John Patton – The Way I Feel (Blue Note)
- Larry Young – Into Somethin' (Blue Note)
- Donald Byrd – I'm Tryin' to Get Home (Blue Note)

1965
- Johnny Hodges/Wild Bill Davis – Joe's Blues (Verve)
- Grassella Oliphant – The Grass Is Greener (Atlantic)
- "Big" John Patton – Oh Baby! (Blue Note)
- Art Blakey – Hold On, I'm Coming (Limelight)
- Lou Donaldson – Musty Rusty (Cadet)
- Johnny Hodges/Wild Bill Davis – Wings and Things (Verve)
- "Big" John Patton – Let 'em Roll (Blue Note)

1966
- George Braith – Laughing Soul (Prestige)
- "Big" John Patton – Got a Good Thing Goin' (Blue Note)
- Art Blakey – Hold On, I'm Coming (Limelight)
- Stanley Turrentine – Rough 'n' Tumble (Blue Note)

1969
- Rusty Bryant – Rusty Bryant Returns (Prestige)
- Charles Kynard – The Soul Brotherhood (Prestige)
- Reuben Wilson – Love Bug (Blue Note)
- Don Patterson – Brothers-4 (Prestige)
- Don Patterson – Donny Brook (Prestige)
- Don Patterson – Tune Up! (Prestige)

1970
- Charles Kynard – Afro-Disiac (Prestige)
- Fats Theus – Black Out (CTI)
- Houston Person – Person to Person! (Prestige)

1973
- Houston Person – The Real Thing (Eastbound)